# Nockerödvattnet
Nockerödvattnet är en sjö i Tanums kommun i Bohuslän och ingår i Enningdalsälvens huvudavrinningsområde. Sjön är 10,3 meter djup, har en yta på 0,0768 kvadratkilometer och befinner sig 127,6 meter över havet. Vid provfiske har abborre, gädda och mört fångats i sjön.

## Delavrinningsområde
Nockerödvattnet ingår i det delavrinningsområde (651481-125563) som SMHI kallar för Mynnar i Södra Bullaresjön. Medelhöjden är 134 meter över havet och ytan är 19,77 kvadratkilometer. Det finns inga avrinningsområden uppströms utan avrinningsområdet är högsta punkten. Rämnebäcken som avvattnar avrinningsområdet har biflödesordning 2, vilket innebär att vattnet flödar genom totalt 2 vattendrag innan det når havet efter 37 kilometer. Avrinningsområdet består mestadels av skog (74 %). Avrinningsområdet har 0,63 kvadratkilometer vattenytor vilket ger det en sjöprocent på 3,2 %.